# Cunico
Cunico là một đô thị ở tỉnh Asti vùng Piedmont thuộc Ý, nằm ở vị trí cách khoảng 30 km về phía đông của Torino và khoảng 15 km về phía tây bắc của Asti. Tại thời điểm ngày 31 tháng 12 năm 2004, đô thị này có dân số 496 người và diện tích là 6,9 km².
Cunico giáp các đô thị: Cortanze, Montechiaro d'Asti, Montiglio Monferrato, Piea và Piovà Massaia.